# Ohara
Ohara est un cratère d'impact de 10 km de diamètre situé sur Mars dans le quadrangle de Syrtis Major par 4,8° N et 82,4° E au sud-ouest d'Isidis Planitia.